# Unstrut-Hainich-Kreis
Unstrut-Hainich là một huyện (Kreis) ở phía bắc của Thüringen, Đức. Các huyện giáp ranh (từ phía bắc theo chiều kim đồng hồ) là: các huyện Eichsfeld, Kyffhäuserkreis, Sömmerda, Gotha, Wartburgkreis và huyện Werra-Meißner ở Hesse.

## Lịch sử
Huyện được lập ngày 1 tháng 7 năm 1994 thông qua việc sáp nhập hai huyện cũ Mühlhausen và Bad Langensalza.

## Địa lý
Huyện được đặt tên theo sông Unstrut và dãy đồi Hainich. Hainich đã trở thành vườn quốc gia thứ 13 của Đức vào năm 1997.

## Thị xã và đô thị
| Thị xã không thuộc ‘‘Verwaltungsgemeinschaft’’ | và các đô thị |
| ---------------------------------------------- | --- |
| 1. Bad Langensalza 2. Mühlhausen               | 1. Anrode 2. Dünwald 3. Großvargula 4. Herbsleben 5. Heyerode 6. Katharinenberg 7. Menteroda 8. Unstruttal 9. Weinbergen |

| Verwaltungsgemeinschaften | Verwaltungsgemeinschaften | Verwaltungsgemeinschaften |
| --- | --- | --- |
| - 1. Bad Tennstedt 1. Bad Tennstedt1, 2 2. Ballhausen 3. Blankenburg 4. Bruchstedt 5. Haussömmern 6. Hornsömmern 7. Kirchheilingen 8. Klettstedt 9. Kutzleben 10. Mittelsömmern 11. Sundhausen 12. Tottleben 13. Urleben | - 2. Hildebrandshausen/Lengenfeld unterm Stein 1. Hildebrandshausen 2. Lengenfeld unterm Stein1 3. Rodeberg - 3. Unstrut-Hainich 1. Altengottern 2. Flarchheim 3. Großengottern1 4. Heroldishausen 5. Mülverstedt 6. Schönstedt 7. Weberstedt | - 4. Vogtei 1. Kammerforst 2. Langula 3. Niederdorla 4. Oberdorla1 5. Oppershausen - 5. Schlotheim 1. Bothenheilingen 2. Issersheilingen 3. Kleinwelsbach 4. Körner 5. Marolterode 6. Neunheilingen 7. Obermehler 8. Schlotheim1, 2 |
| 1thủ phủ của Verwaltungsgemeinschaft; 2thị xã | | |